# وای‌تی‌ال
وای‌تی‌ال (به انگلیسی: YTL) شرکت خوشه‌ای مالزیایی است، که در زمینه ارائه ساخت‌وساز، مدیریت و توسعه املاک و مستغلات، هتلداری، تولید سیمان، اپراتوری قطارهای تندرو و تولید برق فعالیت می‌کند.
شرکت وای‌تی‌ال در سال ۱۹۵۵ توسط یئو تیونگ لای تأسیس شد و در حال حاضر دارای ۱۷ هتل، ۷ شهرک توریستی-تفریحی، ۲ نیروگاه گازی در مالزی، ۱ نیروگاه سوخت فسیلی در اندونزی، ۲ نیروگاه سیکل ترکیبی در سنگاپور، شبکه‌ای از ۵٫۶۰۰ کیلومتر شبکه انتقال برق در استرالیا، ۴ کارخانه سیمان و شمار زیادی دارایی‌های ملکی در سراسر جهان می‌باشد.
دفتر مرکزی این شرکت در شهر کوالالامپور قرار دارد و بخشی از سهام آن در بازارهای بورس مالزی و بورس توکیو معامله می‌شود.